# Tangma Shuiku
Tangma Shuiku (kinesiska: 塘马水库) är en reservoar i Kina. Den ligger i provinsen Jiangsu, i den östra delen av landet, omkring 75 kilometer sydost om provinshuvudstaden Nanjing. Tangma Shuiku ligger 6 meter över havet. Arean är 1,4 kvadratkilometer. Trakten runt Tangma Shuiku består till största delen av jordbruksmark. Den sträcker sig 2,3 kilometer i nord-sydlig riktning, och 1,4 kilometer i öst-västlig riktning.
Genomsnittlig årsnederbörd är 1 331 millimeter. Den regnigaste månaden är juli, med i genomsnitt 251 mm nederbörd, och den torraste är december, med 37 mm nederbörd.